# Ĺ
Ĺ – litera występująca w alfabecie słowackim, oznaczająca długie zgłoskotwórcze l.
Litera ta występowała także w sugerowanym przez Jana Kochanowskiego zapisie języka średniopolskiego na oznaczenie zmiękczonego l.
Litera ta jest też używana w transliteracji białoruskiej litery ль.